# バイ・バイ・バーディー
『バイ・バイ・バーディー』（Bye Bye Birdie）は、1963年の公開のアメリカ映画。

## 概説
1960年初演の同名のブロードウェイ・ミュージカルを映画化。超人気ロックンローラーのバーディーが召集されたことで町中の女の子たちが大パニックになり、徴兵前に国民的音楽番組『エド・サリヴァン・ショウ』でお別れショーをし、そこでファンの中から1人、バーディーからお別れキス獲得権を手にすることができるという企画に選ばれたヒロインの女の子とその周辺の騒動を描くミュージカル・コメディー。タイトルロールのバーディーのモデルはエルヴィス・プレスリーであり、1958年のプレスリーの徴兵騒動を風刺している。映画化に際して書き下ろされた主題歌「バイ・バイ・バーディー」は日本では中尾ミエにカバーされ、1960年の舞台版の時点でジョニー・ソマーズがカバーしアメリカではすでにヒットしていた挿入歌「ワン・ボーイ」は日本では映画公開を待って発売された。そして、挿入歌「We Love You, Conrad」は1964年に「ビートルズに首ったけ（We Love You Beatles）」と替え歌にされてヒットした。また、1995年にTVムービーでリメイクされ、最近、またリメイクされることも決定されていて、2007年のミュージカル映画『ヘアスプレー』の監督アダム・シャンクマンが候補に挙がっているという。

## スタッフ
- 監督：ジョージ・シドニー
- 製作：フレッド・コールマー
- 脚本：アーヴィング・ブレッチャー
- 原作戯曲：マイケル・スチュワート
- 撮影：ジョゼフ・バイロック
- 音楽：チャールズ・ストラウス
- 作詞：リー・アダムス

## キャスト
- アン＝マーグレット
- ジャネット・リー
- ボビー・ライデル
- ディック・ヴァン・ダイク
- ジェシー・ピアソン
- マイケル・エヴァンス
- モーリン・ステイプルトン
- エド・サリヴァン

## 1995年のTV版
『バイ・バイ・バーディー』（Bye Bye Birdie）は、1995年のTVムービー。1963年のミュージカル映画をリメイク。日本ではビデオ発売され、DVDも発売された。

### スタッフ・キャスト
- 監督：ジーン・サックス
- 製作：J・ボイス・ハーマン・Jr
- 撮影：グレン・マクファーソン

#### キャスト
- ヴァネッサ・ウィリアムズ
- ジェイソン・アレクサンダー
- ジョージ・ウェント
- タイン・デイリー
- チャイナ・フィリップス
- マーク・カディッシュ
- ジェイソン・ギャフニー